# Xonobod
Xonobod (in russo Ханабад, Chanabad) è una città del distretto di Kurgontepa nella regione di Andijan, in Uzbekistan. Ha una popolazione (calcolata per il 2009) di 34.774 abitanti. La città si trova nella valle di Fergana, sulla riva destra del fiume Kara Darya (Qaradaryo), nell'estrema parte orientale della regione, al confine con il Kirghizistan. 
Xonobod si chiamava precedentemente Karabagisch, Sowjetabad (dal 1972 al 1991) e Chanabadski. Si trova sull'importante strada di collegamento M41 che attraversa il Kirghizistan e il Tagikistan. Un tempo era un villaggio sulla Via della seta.